# Cantó d'Étupes
El cantó d'Étupes és una antiga divisió administrativa francesa, situada al departament del Doubs i a la regió del Franc Comtat.
En aplicació del Decret núm. 2014-240 de 25 de febrer de 2014, el cantó d'Étupes va ser suprimit el 22 de març de 2015 i les seves 8 comunes van passar a formar part; sis del nou cantó de Bethoncourt i dos del nou cantó de Audincourt.

## Municipis
- Allenjoie
- Badevel
- Brognard
- Dambenois
- Dampierre-les-Bois
- Exincourt
- Étupes
- Fesches-le-Châtel

## Història
| Data d'elecció                           | Identitat     | Partit | Qualitat |
| ---------------------------------------- | ------------- | ------ | -------- |
| 1982-1985                                | Michel Rondot | PS     |          |
| 1985-2004                                | Jean Geney    | RPR    |          |
| 2004-                                    | Michel Rondot | PS     |          |
| les dades anteriors no són pas conegudes |               |        |          |
|                                          |               |        |          |